# دنی پلومر
دنی پلومر (انگلیسی: Dani Plomer؛ زادهٔ ۳۰ نوامبر ۱۹۹۸) بازیکن فوتبال است.
از باشگاه‌هایی که در آن بازی کرده‌است می‌توان به باشگاه فوتبال لگانس اشاره کرد.